# غاتيفلوكساسين
غاتيفلوكساسين (Gatifloxacin) يباع تحت أسماء تجارية Gatiflo، Tequin و Zymar الزمرة الدوائية من مضادات الجراثيم. الغاتيفلوكساسين هو مضاد حيوي من مجموعة من الأدوية أسرة تسمى فلوروكوينولون من الجيل الرابع. وهو من المضادات القاتلة للبكتيريا حيث يمنع استنساخ الحمض النووي البكتيري. يُستخدم لعلاج التهابات العينين التي تسببها البكتيريا المتأثرة بهذا الدواء، حيث يتواجد على شكل قطرات للعينين.
- في العديد من بلدان العالم تم ايقاف استخدام الأقراص والحقن بسبب الآثار الجانبية الخطيرة التي قد يسببها الدواء عند تناوله بهذه الطرق.

## الاستخدام الطبي
يستخدم الغاتيفلوكساسين لعلاج الالتهابات البكتيرية في الرئتين، الجيوب الأنفية، والجلد، والمسالك البولية.
- كما انه يستخدم لعلاج الأمراض التي تنتقل عن طريق الاتصال الجنسي.
- داء السيلان غير المختلط.
- التهاب الجيوب الأنفية الحاد الناجم عن المكورات العقدية الرئوية
- التهاب الجيوب الأنفية الحاد الناجم عن المستدمية النزلية. الالتهاب الرئوي الناجم عن بكتيريا
- والعدوى البكتيرية من الكلى والعدوى البكتيرية للمسالك البولية. عدوى الجلد بسبب البكتيريا العنقودية المذهبة والبكتيريا العقدية

لعلاج السل الرئوي

## الآثار الجانبية
دراسة كندية نشرت في  نيو إنغلاند جورنال أوف ميديسين  مارس 2006 الدعاوى Tequin أنه قد يكون ملحوظ ان هنالك آثار جانبية بما في ذلك شذوذ سكر الدم.
و هنالك مقال افتتاحي من قبل
الدكتور جيري Gurwitz في العدد نفسه دعا إدارة الغذاء والدواء (FDA) للنظر في منح Tequin تحذير الصندوق الأسود
- اضطرابات معدية معوية (غثيان، قياء، إسهال، ألم بطني، عسر هضم).
- صداع، دوخة، تململ.
- رعشة، نعاس، أرق، كوابيس.
- اضطرابات بصرية.

اضطرابات حسية. الحصول على المساعدة الطبية في الحالات الطارئة إذا كان لديك أي من هذه العلامات التحسسية:
(طفح، حكة، التهاب وعائي، حمامي متعددة الأشكال، متلازمة ستيفز جونسون، تنخر بشروي سمي، حساسية ضوئية، تأق).
- ألم مفصلي عكوس.
- إنتانات إضافية.

## موانع الاستعمال
- فرط التحسس[5]
- الأطفال واليافعون.
- الحمل والإرضاع.
- الإنتانات الناتجة عن العنقوديات الذهبية المقاومة للميتيسيلين.
- المصابين بتطاول الـ QT.

يجب أن لا تأخذ الغاتيفلوكساسين إذا كان لديك مرض السكري. قبل أخذ الغاتيفلوكساسين، أخبر طبيبك إذا كان لديك تاريخ شخصي أو عائلي من «متلازمة QT طويل» أو غيرها من اضطرابات ضربات القلب.

## الجرعة
فموياً أو بالتشريب الوريدي بشكل محلول: (2 ملغ/مل خلال 60 دقيقة) 400 ملغ مرة واحدة/يوم.
يجب إنقاتص الجرعة لدى مرضى القصور الكلوي فموياً أو بالتسريب والوريدي بشكل محلول: (2 ملغ/مل خلال 60 دقيقة)، الجرعة البدئية 400 ملغ تتبع بجرعة صيانة 200 ملغ/يوم عندمل تكون تصفية الكرياتينين أقل من 40 مل/دقيقة.

## تحذيرات
- الصرع.
- سيرة مرضية لاضطرابات الجملة العصبية المركزية.
- أيقاف المعالجة في حال طور المريض ألم.
- التهاب أو تمزق في الأوتار.
- القصور الكبدي.
- القصور الكلوي.
- عوز أنزيم G6PD.
- الوهن العضلي الوخيم.

يجب تناول كميات كبيرة من السوائل أثناء تعاطي الدواء.
تجنب القلوية الزائدة للبول.
تجنب التعرض لأشعة الشمس القوية أو أشعة المصابيح القوية.
- مراعاة الحذر لدى قيادة السيارات أو تشغيل الآلات.

## التخزين
بين 15-30 درجة مئوية.